# الشريب (وشحة)

تعديل مصدري - تعديل

الشريب هي إحدى قرى عزلة ضاعن بمديرية وشحة التابعة لمحافظة حجة، بلغ تعداد سكانها 168 نسمة حسب تعداد اليمن لعام 2004.